# Anastasios Donis
Anastasios "Tasos" Donis (grego: Αναστάσιος "Τάσος" Δώνης; Blackburn, 29 de agosto de 1996) é um futebolista grego nascido na Inglaterra que atua como atacante. Atualmente joga pelo Aris.

## Carreira
Anastasios Donis começou a carreira na Juventus.